# 1429
1429 (MCDXXIX) a fost un an comun al calendarului iulian, care a început într-o zi de sâmbătă.

## Evenimente
- 18 iunie: Războiul de 100 de ani. Bătălia de la Patay (Franța). Victorie majoră a francezilor asupra trupelor engleze. John Talbot cade prizonier.

## Arte, științe, literatură și filozofie
- Călugărul Gavriil Uric lucrează la mănăstirea Neamț un Tetraevanghel cu chipul celor patru evangheliști și pune bazele stilului caligrafic.

## Nașteri
- dată necunoscută: Gentile Bellini  (d. 1507)
- 17 ianuarie: Antonio del Pollaiuolo  (d. 1498)
- dată necunoscută: Alexăndrel domn al Moldovei (d. 1455)
- dată necunoscută: Regnier de Montigny  (d. 1457)

## Decese
- 12 iulie: Jean Gerson  (n. 1363)
- 22 iunie: Al-Kashi  (n. 1380)
- 20 februarie: Giovanni di Bicci de' Medici  (n. 1360)
- 28 septembrie: Cimburga de Mazovia prințesӑ polonezӑ, Ducesӑ de Austria (n. 1394)